# 中村祐也
中村 祐也（なかむら ゆうや、1986年（昭和61年）4月14日 - ）は、埼玉県上福岡市（現ふじみ野市）出身の元サッカー選手、サッカー指導者。ポジションはフォワード（FW）。

## 来歴
高校生年代では、浦和レッズユースに所属。2004年4月16日にトップ登録 され、2005年に大山俊輔と共にトップ昇格した。昇格後は負傷がちで、満足に練習すらできないまま2年を過ごした。3年目は、トップ下のほかセカンドトップでもプレーし、サテライトの大宮戦でハットトリックを記録した。
2008年、湘南ベルマーレへ完全移籍。当初はベンチ入りもかなわなかったが、徐々に実力を認められ、5月25日、対横浜FC戦でJリーグデビューを果たした。しかし、リーグ戦で5試合のみの出場（すべて途中出場、通算で65分）と、不本意なシーズンに終わったが、非常に練習熱心であるという評価を受けて契約更新を果たした。
2009年、反町康治が監督に就任すると重用されるようになった。3月15日の第2節、対栃木戦で途中出場。以後途中出場ながら全試合で起用され、3月25日の第4節、対札幌戦では、プロ初得点を記録。5月2日の第12節、対C大阪戦では、初のスタメン出場を果たす。以後はスタメンに定着し、5月23日の第17節、対富山戦及び6月9日の第20節、対愛媛戦ではともに2得点を挙げるなど、得点力を開花。計44試合に出場し、チームトップの14得点（J2全体で13位）を上げ、湘南のJ1昇格に貢献した。
2014年12月、FC町田ゼルビアへ完全移籍。移籍後1年目は、出場機会に恵まれずにシーズン終了を迎えたが、翌2016年シーズンは先発で出場する試合が多く、J2リーグの中で決定率が1番（44.0%）高かった。
2018年シーズン終了後、契約満了により退団。同年12月12日、フクダ電子アリーナで行われたJリーグ合同トライアウトに出場した。
2019年、関東サッカーリーグ1部に所属する栃木シティFCへ完全移籍で加入したが、試合の出場はなく同シーズン終了後に契約満了により退団した。
2020年、埼玉県社会人サッカーリーグのアヴェントゥーラ川口への加入が発表された。
2022年4月2日、現役引退を発表。引退後は、同クラブジュニアチーム総監督に就任した。
2023年、トップチーム監督に就任。

## エピソード
- 同じ中村姓で誤認されることもあるそうだが、浦和レッズユース時代の同期である中村祐人及び祐人の父である中村修三（元浦和レッズ強化本部長）と、祐也との間に血縁関係はない。

## 所属クラブ
ユース経歴
- 1993年 - 1998年 上福岡少年少女サッカークラブ
- 1999年 - 2001年 浦和レッズジュニアユース
- 2002年 - 2004年 浦和レッズユース (埼玉県立福岡高等学校)

プロ経歴
- 2005年 - 2007年  浦和レッドダイヤモンズ
- 2008年 - 2014年  湘南ベルマーレ
- 2015年 - 2018年  FC町田ゼルビア
- 2019年  栃木シティFC
- 2020年 - 2021年  アヴェントゥーラ川口

## 個人成績
| 国内大会個人成績 | 国内大会個人成績 | 国内大会個人成績 | 国内大会個人成績 | 国内大会個人成績 | 国内大会個人成績 | 国内大会個人成績 | 国内大会個人成績 | 国内大会個人成績 | 国内大会個人成績 | 国内大会個人成績 | 国内大会個人成績 |
| 年度             | クラブ           | 背番号           | リーグ           | リーグ戦         | リーグ戦         | リーグ杯         | リーグ杯         | オープン杯       | オープン杯       | 期間通算         | 期間通算         |
| 年度             | クラブ           | 背番号           | リーグ           | 出場             | 得点             | 出場             | 得点             | 出場             | 得点             | 出場             | 得点             |
| 日本             | 日本             | 日本             | 日本             | リーグ戦         | リーグ戦         | リーグ杯         | リーグ杯         | 天皇杯           | 天皇杯           | 期間通算         | 期間通算         |
| ---------------- | ---------------- | ---------------- | ---------------- | ---------------- | ---------------- | ---------------- | ---------------- | ---------------- | ---------------- | ---------------- | ---------------- |
| 2005             | 浦和             | 31               | J1               | 0                | 0                | 0                | 0                | 0                | 0                | 0                | 0                |
| 2006             | 浦和             | 31               | J1               | 0                | 0                | 0                | 0                | 0                | 0                | 0                | 0                |
| 2007             | 浦和             | 26               | J1               | 0                | 0                | 0                | 0                | 0                | 0                | 0                | 0                |
| 2008             | 湘南             | 28               | J2               | 5                | 0                | -                | -                | 1                | 0                | 6                | 0                |
| 2009             | 湘南             | 22               | J2               | 44               | 14               | -                | -                | 1                | 0                | 45               | 14               |
| 2010             | 湘南             | 22               | J1               | 30               | 3                | 4                | 2                | 1                | 0                | 35               | 5                |
| 2011             | 湘南             | 22               | J2               | 5                | 3                | -                | -                | 0                | 0                | 5                | 3                |
| 2012             | 湘南             | 11               | J2               | 8                | 2                | -                | -                | 0                | 0                | 8                | 2                |
| 2013             | 湘南             | 11               | J1               | 0                | 0                | 0                | 0                | 0                | 0                | 0                | 0                |
| 2014             | 湘南             | 11               | J2               | 10               | 1                | -                | -                | 0                | 0                | 10               | 1                |
| 2015             | 町田             | 11               | J3               | 16               | 0                | -                | -                | 2                | 0                | 18               | 0                |
| 2016             | 町田             | 11               | J2               | 19               | 11               | -                | -                | 1                | 0                | 20               | 11               |
| 2017             | 町田             | 11               | J2               | 8                | 0                | -                | -                | 0                | 0                | 8                | 0                |
| 2018             | 町田             | 11               | J2               | 21               | 2                | -                | -                | 0                | 0                | 21               | 2                |
| 2019             | 栃木C            | 27               | 関東1部          | 0                | 0                | -                | -                | 0                | 0                | 0                | 0                |
| 通算             | 日本             | 日本             | J1               | 30               | 3                | 4                | 2                | 1                | 0                | 35               | 5                |
| 通算             | 日本             | 日本             | J2               | 120              | 31               | -                | -                | 3                | 0                | 123              | 33               |
| 通算             | 日本             | 日本             | J3               | 16               | 0                | -                | -                | 2                | 0                | 18               | 0                |
| 通算             | 日本             | 日本             | 関東1部          | 0                | 0                | -                | -                | 0                | 0                | 0                | 0                |
| 総通算           | 総通算           | 総通算           | 総通算           | 166              | 34               | 4                | 2                | 6                | 0                | 176              | 38               |

- Jリーグ初出場 - 2008年5月25日 J2第16節 横浜FC戦 (平塚競技場)
- Jリーグ初得点 - 2009年3月25日 J2第4節 コンサドーレ札幌戦 (札幌ドーム)

その他の公式戦
- 2015年
  - 東京都サッカートーナメント 3試合0得点

## 代表歴
- 2001年 U-15日本代表候補

## 指導歴
- 2022年 - 2024年7月  アヴェントゥーラ川口
  - 2022年 ジュニアコーチ
  - 2023年 - 2024年7月 トップチーム 監督
- 2024年  埼玉栄高等学校サッカー部 外部コーチ
- 2025年 -  浦和レッズジュニア U-11コーチ